# エヴェンキ
エヴェンキ（ロシア語 Эвенки（Evenki）, 中国語 鄂温克族（拼音: Èwēnkè Zú））は、ツングース系民族の一つで、主にロシア国内のクラスノヤルスク地方にある旧エヴェンキ自治管区地域に居住する。また、ロシア国内ではサハ共和国など、中国国内でも興安嶺山脈周辺の内モンゴル自治区エヴェンキ族自治旗・黒竜江省などに居住している。エベンキとも表記される。なお、サハ語では、エヴェンキ人をエヴェン人と区別せず「トングース（Toŋus）」と呼び、これがツングースという言葉の由来になったと言われている。

## 概説

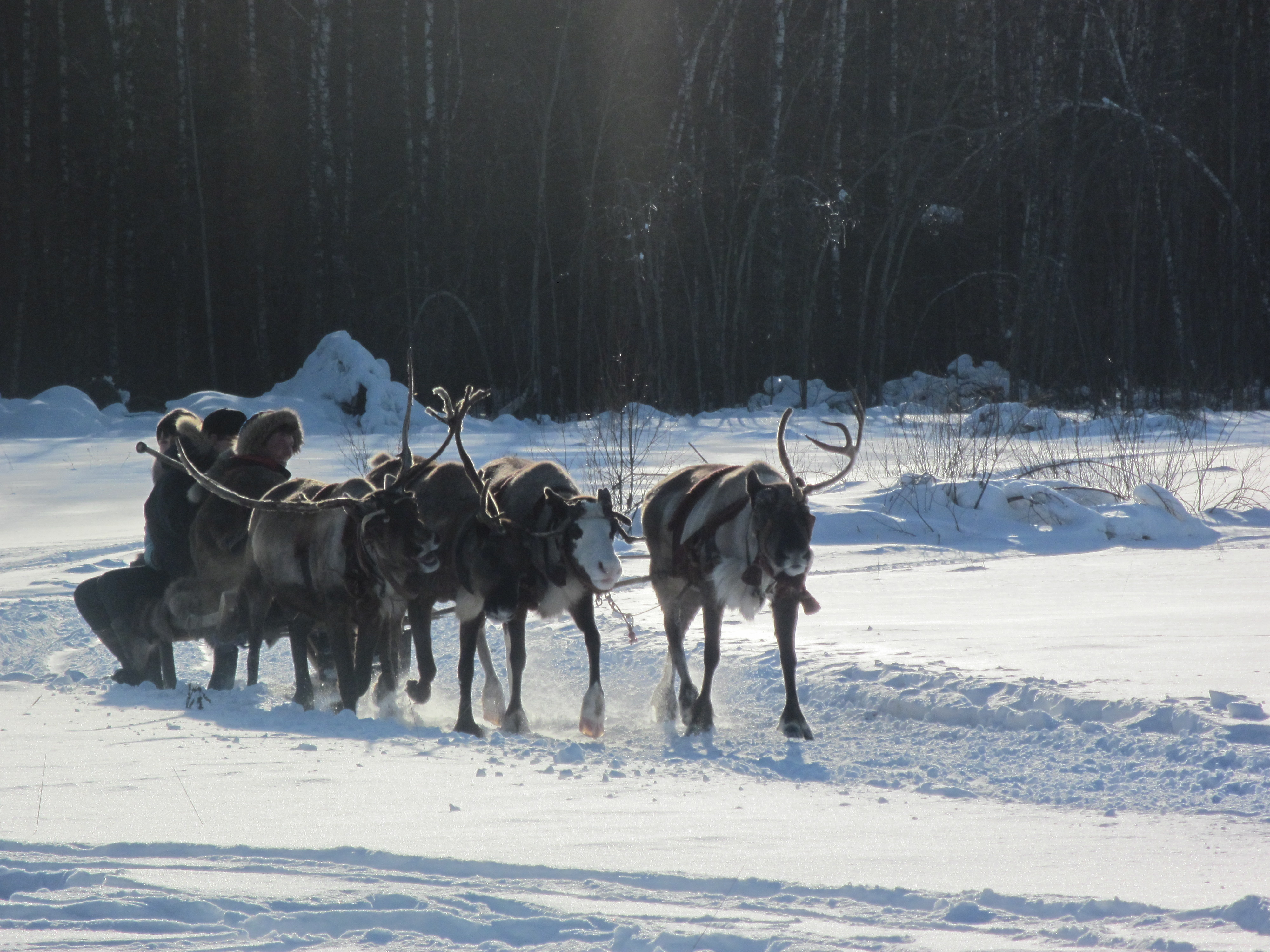
トナカイの引く橇(そり)に乗る現代のエヴェンキ族

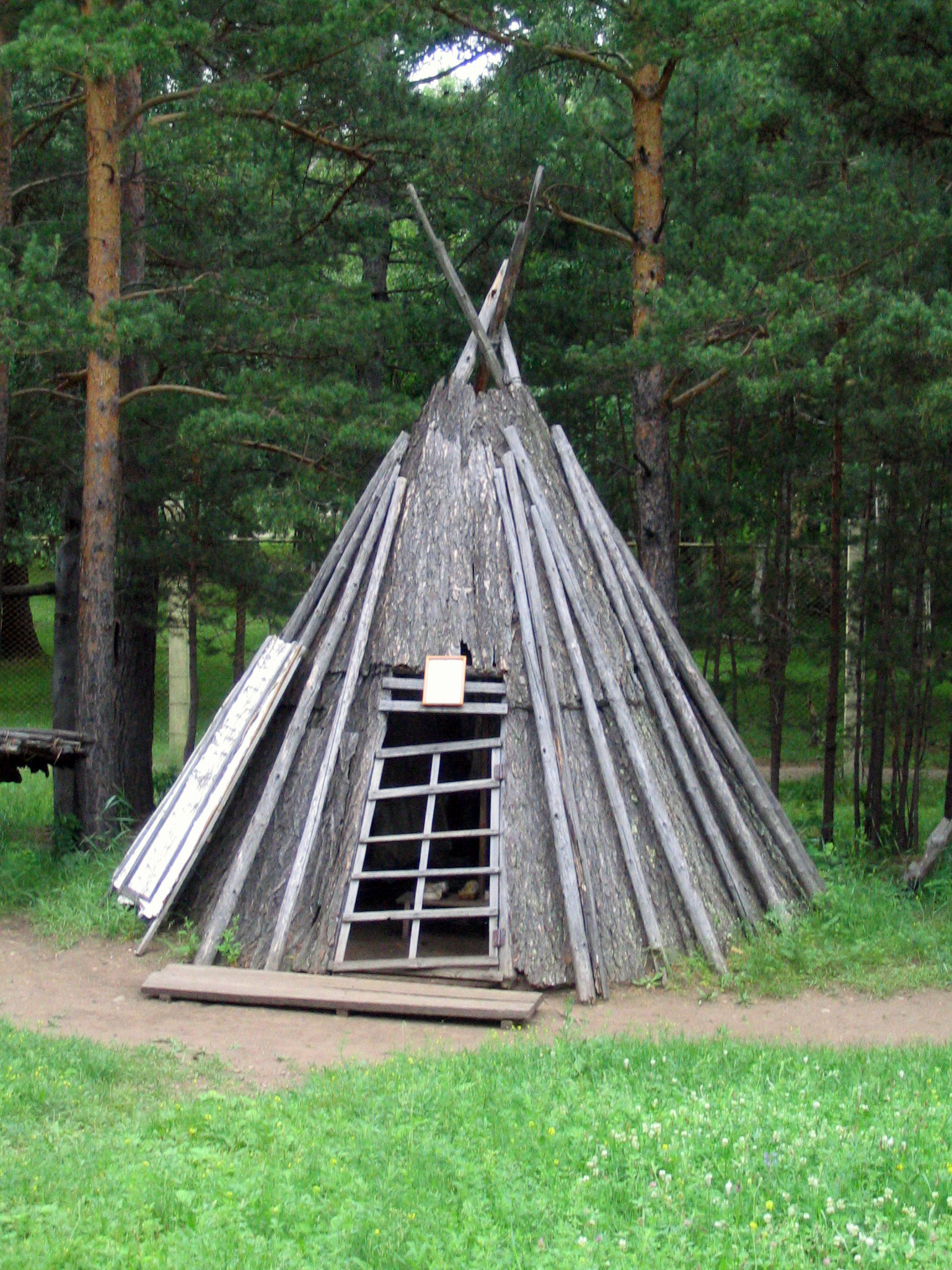
エヴェンキの住居。ウラン・ウデの民族博物館の展示。

同系統のオロチョン族とテュルク系のヤクート族とウラル系のサモエード人（ユラツ人）と複雑に混血を繰り返して生活を営んでいた。
「エヴェンキ」とは「森に住む人」の意で、寒冷な森林の狩猟民であった。エヴェンキの民族を代表する生業は狩猟とトナカイの遊牧で、狩猟では皮革採取や肉・内臓の食用のために鹿類、テンなどが捕獲の対象である。狩猟の際の移動にはトナカイに騎乗し、トナカイで荷物も運搬する。交配のための種雄を除き、雄のトナカイには去勢を行う。トナカイはそのほか、乳飲用に利用するほか、その肉・内臓・血を食用・飲用とし、中国では漢方薬として袋角採取も行う。基本的にトナカイの飼育・管理は女性の仕事であり、男性が狩猟に専念しやすくなっている。
古来からあるエヴェンキの伝統的な住居はオロチョン族とヤクート族と同様に、比較的細い白樺などの幹を何本も組んで、その外部を、冬はトナカイなどの毛皮、夏には樹皮で覆った、円錐形の天幕式住居である。現在では定住化のため、ベースとなる住居は近隣のロシア人や漢族と同様のものだが、狩猟や、地衣類の豊富な場所へのトナカイの移動で、ベースの住居を離れねばならない場合、伝統的な天幕式住居またはその他のテントを設置して野営する。
エヴェンキ神話における創造神はジャブダルであり、大蛇の姿をした神である。

## ロシアとの関係
伝統宗教はシャーマニズムだが、帝政ロシア時代のロシア正教会の宣教師による布教など、ロシア人の影響から、シャーマニズムと併せて正教を信仰する者もいる。また、ロシアのみならず中国のエヴェンキも、かつてはロシア人と交易を行い、毛皮と引き換えに生活用品や銃、散弾、小麦粉を入手した。
ロシア人との交流のため、ロシア国内・中国国内のエヴェンキともに食生活にもロシアの影響があり、小麦粉よりパンを焼いて食べ、紅茶を飲用し、紅茶にトナカイの乳も加える。また、中国国内のエヴェンキ女性にもロシア風のスカーフを被る人がいるなど、着衣もロシアの影響が大きい。
現在は、生活様式がほぼロシア化して、一部がロシア人との混血が進んでいる。

## 中国との関係

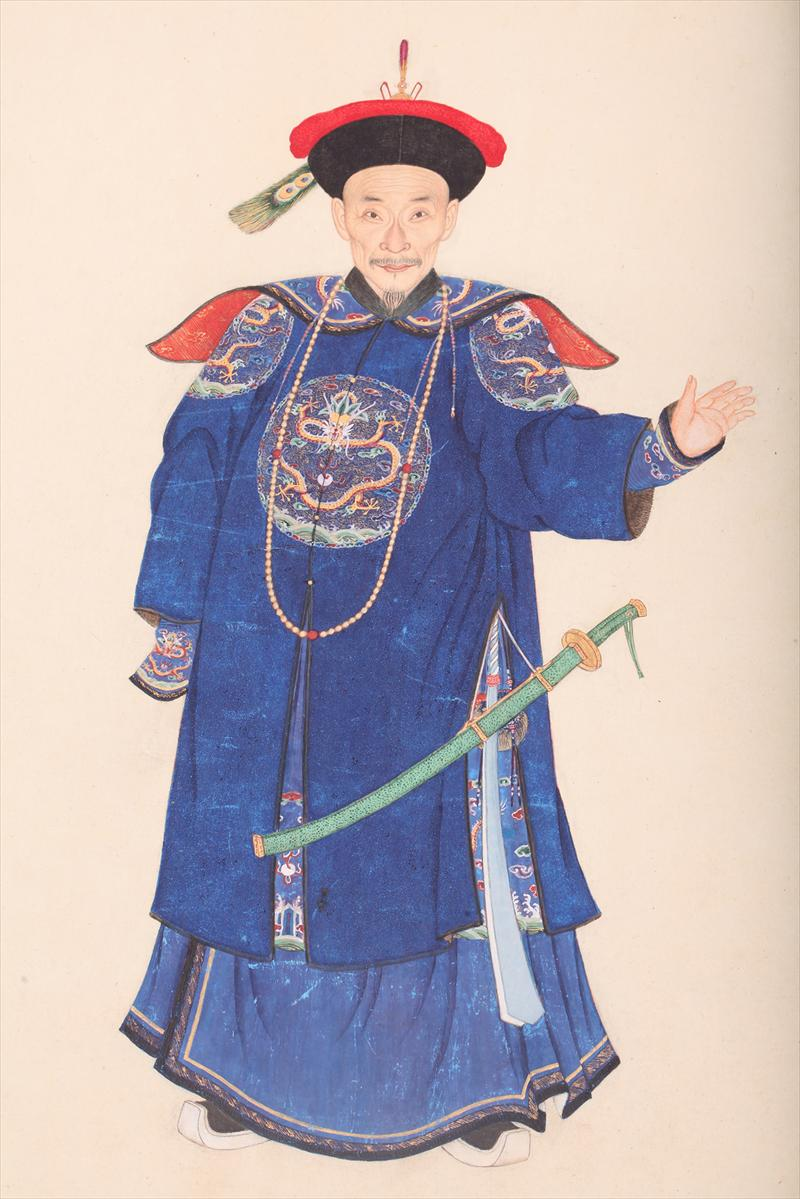
ハイランチャ
？～乾隆五十八年（1793）
ソロン（索倫） ドラール（多拉爾　Dolar)氏　満洲鑲黃旗人

エヴェンキは清帝国によってソロン八旗（中: 索倫、露: солоны）に取り入れられ、乾隆帝の十全武功での活動が確認できる。
エヴェンキ出身の武将としてはハイランチャが有名で、清・ジュンガル戦争、清・ネパール戦争などで活躍した。彼は清の正規軍が敵の不正規戦に対処しきれない現実のなか、エヴェンキ族で構成された部隊を率いて、部隊を指揮した。　　　　

## 朝鮮民族との関係
「エヴェンキと朝鮮民族とは言葉・文化が酷似している」という説を唱える者もごく少数存在するが、学説としての支持は皆無である。例えば、言語においては韓国語は韓国語族に属する一方、エヴェンキ語はツングース語族に属し、両者は同語族の言語ではない。また、生活様式に関しても、エヴェンキが狩猟採集と遊牧を生業とするのに対し、朝鮮民族は農耕民であり、定住している。
にもかかわらず、2005年に韓国のイ・ホンギュ（ソウル大学医学部）は「韓 - ロシア ユーラシア文化フォーラム」において、エヴェンキと韓国人の人種的類似性と関連して「韓国人は北方モンゴロイドのエヴェンキと南方原住民の血が混ざって形成された民族」という見解を唱えた。イ・ホンギュ（ソウル大学医学部）は、「何年か前にDNA検査のためにエヴェンキの頭髪をソウル大学に渡したことがあるが、まだ研究結果は聞けなかった」と述べ、さらに、「朝鮮語の起源がツングース語だという学説を後押しできる実体的証拠が発見された、さらなる研究が必要だ」と説明した。

## 中国の自治地方

### 自治旗
- エヴェンキ族自治旗

### 民族郷
- ジャラントン市
  - 薩馬街エヴェンキ民族郷
- 根河市
  - 敖魯古雅エヴェンキ民族郷
- アロン旗
  - 得力其爾エヴェンキ民族郷
  - 査巴奇エヴェンキ民族郷
  - 音河ダウール・エヴェンキ民族郷
- モリンダワ・ダウール族自治旗
  - 巴彦エヴェンキ民族郷
  - 杜拉爾エヴェンキ民族郷
- 訥河市
  - 興旺エヴェンキ族郷

### 民族ソム
- 陳バルグ旗
  - エヴェンキ民族ソム

## 居住域
エヴェンキ族の居住域は、ロシア連邦、モンゴル、中華人民共和国にまたがっている。

## 遺伝子
エベンキのY染色体ハプログループは、ある研究ではC2が67.7％、Nが19.8%である。別の研究では、Nが59.6%、C2が31.6％である。

## 著名人
- ハイランチャ（中国語版）（海蘭察）（? - 1793年） -  清朝の軍人・政治家。乾隆帝の参賛大臣を務めた。
- ヤコフ・サンニコフ（1749年－1825年） - ロシア帝国の探検家。ファデエフスキイ島などを発見。
- マリア・ソー（中国語版）

## エヴェンキを題材とした作品
小説
- 『アルグン川の右岸』遅子建著, 竹内良雄/土屋肇枝翻訳, 白水社〈エクス・リブリス〉, 2014年

映画
- 『Anima - 莫爾道嘎』監督 Cao Jinling 2021年